# Life (TV-serie)
Life är en amerikansk TV-serie från 2007. TV-serien är skapad av Rand Ravich. Huvudrollerna spelas av Damian Lewis och Sarah Shahi.

## Handling
Charlie Crews är en kriminalare som suttit i fängelse flera år för ett brott han inte begått. Tack vare sin advokat blev han frikänd. Utanför fängelsemurarna har världen förändrats. För Charlie väntar en tuff tid. Tillbaka på jobbet han älskar tvingas han konfronteras med sitt förflutna och med sin nya partner: den lika skeptiska som likgiltiga Dani Reese. Men tiden bakom galler har lärt honom att uppskatta de små tingen i livet, och den nya inställningen hjälper honom att klara av livet och lösa brotten.

## Huvudkaraktärer
Charlie Crews (Damian Lewis)En kriminalare som satt i fängelse flera år för ett brott han inte begått.
Dani Resse (Sarah Shahi)Crews partner
Ted Earley (Adam Arkin)Crews konsult och fängelsekamrat
Karen Davis (Robin Weigert)
Constance Griffiths (Brooke Langton)Crews advokat
Robert Stark (Brent Sexton)Crews gamla partner